# Куликовская-Романова, Ольга Николаевна
Ольга Николаевна Куликовская-Романова (урождённая Пупынина; 20 сентября 1926, Валево, Королевство СХС — 1 мая 2020, Балашиха, Московская область) — княгиня, русский общественный деятель, в прошлом государственный деятель Канады, с 1993 по 2020 год — председатель Благотворительного фонда имени Ея Императорского Высочества Великой Княгини Ольги Александровны. С 1986 по 2020 год — член Объединения рода Романовых, входила в Высший монархический совет, с 1969 по 1986 год —  переводчик в государственных учреждениях, включая Министерство международных дел. Почетный академик Российской Академии Художеств (2005), автор множества публикаций в зарубежной и российской прессе, член Союза писателей России.
Сноха великой княгини Ольги Александровны, вдова Тихона Николаевича Куликовского-Романова — родного внука императора Александра III и императрицы Марии Федоровны, племянника императора Николая II. Не признала династических прав кирилловской ветви Романовых.
Являлась последней из рода Романовых, кто получил чисто русское воспитание окончив Донской Мариинский институт благородных девиц, блестяще говорила на 7 иностранных языках, была воспитана в православной вере.

## Биография
Родилась 20 сентября 1926 года в Югославии в семье русских эмигрантов. Отец - Николай Николаевич Пупынин (1888—1968), казачий офицер Императорской и Белой армий родом из станицы Старо-Щербиновский Кубанской области, участник знаменитого Ледяного похода. Мать: Нина Конрадовна Коперницкая (1884–1966) – художница, скульптор, образование получила в Варшаве и Мюнхене. С 1920 г. семья находилась в эмиграции: сначала в Югославии, после Второй мировой войны – в Венесуэле.
Училась в Мариинском Донском институте, эвакуированном из Новочеркасска в декабре 1919 года во время Гражданской войны в город Белая Церковь в Югославии.
В годы Второй мировой войны была интернирована в Штутгарт, где работала на фабрике. Впоследствии переехала в Венесуэлу, получила медицинское, коммерческое, архитектурное образование.
Перебравшись в Канаду, работала переводчиком в государственных учреждениях.
8 июня 1986 года в Торонто вышла замуж за Тихона Николаевича Куликовского-Романова.
В 1991 году вместе со своим супругом организовала благотворительный Фонд «Программа помощи России» имени Ея Императорского Высочества Великой Княгини Ольги Александровны, своей свекрови. С этого момента постоянно бывает в России, лично участвуя в оказании помощи больницам, приютам, организациям, отдельным людям. После смерти мужа в 1993 году возглавила деятельность Фонда.
Владела семью языками: русским, французским, немецким, испанским, английским, сербским, итальянским.

## Смерть
Умерла Ольга Николаевна Куликовская-Романова  1 мая 2020 года, у себя дома,  16 мая 2020 года похоронена на кладбище Норт-Йорк в Торонто рядом с супругом.

## Книги
- «Чудо на Русской Голгофе» (Владивосток, 1994)
- «Неравный поединок» (М., 1995)
- «Её Императорское Высочество Великая Княгиня Ольга Александровна (1882—1960). Жизненный путь» (М., 1997)
- «Под благодатным покровом» (М., 2000)
- «Царского рода» (М., 2004; 2-е изд.: СПб., 2004, 3-е изд.: М., 2010)
- «Живая душа. Встречи с Владыкой Иоанном (Снычевым)» (СПб., 2005).